# Экосистемная теория эволюции
Экосистемная теория эволюции — система представлений и подходов к исследованию эволюции, акцентирующих внимание на особенностях и закономерностях эволюции экосистем различного уровня — биоценозов, биомов и биосферы в целом, а не таксонов (видов, семейств, классов и так далее).
Положения экосистемной теории эволюции базируются на двух постулатах:
- Естественность и дискретность экосистем. Экосистема — реально существующий (а не выделенный для удобства исследователя) объект, представляющий собой территориально и функционально отграниченную от других подобных объектов систему взаимодействующих биологических и небиологических (напр. почва, вода) объектов. Границы между экосистемами достаточно четкие для того, чтобы можно было говорить о независимой эволюции соседних объектов.
- Определяющая роль экосистемных взаимодействий в определении скорости и направлении эволюции популяции. Эволюция рассматривается как процесс создания и заполнения экологических ниш или лицензий.

Экосистемная теория эволюции оперирует такими терминами как когерентная и некогерентная эволюция, экосистемные кризисы различного уровня.
Современная экосистемная теория эволюции базируется, в основном, на работах советских и российских эволюционистов: В. А. Красилова, С. М. Разумовского, А. Г. Пономаренко, В. В. Жерихина и других.

## История развития теории
Обоснование статуса экологии как науки было дано Эрнстом Геккелем в 1866 г., а Чарлз Дарвин опубликовал свой самый знаменитый труд «О происхождении видов…» в 1859 г., то есть незадолго до этого. Тем не менее, экология и эволюционная теория долгое время развивались независимо.
Одной из первых попыток синтеза экологии и эволюционного учения предпринял В. А. Красилов, предложивший термины когерентной и некогерентной эволюции, биосферного кризиса и предложившего общую схему экосистемной эволюции.
Важный вклад в развитие теории внес С. М. Разумовский, проанализировавший закономерности динамики, развития и эволюции фитоценозов. Будучи геоботаником, он рассматривал развитие и эволюцию именно фитоценозов, не заостряя внимание на роли животных в сообществах.
Дальнейшее развитие идей Разумовского и Красилова осуществил В. В. Жерихин, детально описавший Меловой биоценотический кризис, предложивший механизм генеза травяных биомов (степей, саванн, прерий и т. д.), опубликовавших большое количество научных и научно-популярных статей по теме.
На сегодняшний день элементы экосистемного подхода используют в своих работах многие исследователи эволюционного процесса.

## Влияние сообщества на эволюцию
Каждая популяция, взаимодействуя с другими популяциями в рамках сообщества, формирует свою уникальную экологическую нишу. В зрелом сообществе все доступное экологическое пространство поделено между нишами популяций данного сообщества. Таким образом, дальнейшая эволюция может происходить только в направлении специализации в пределах своей ниши (когерентная эволюция): если в результате эволюционного события особь оказывается за пределами видовой ниши, она попадает в чужую нишу, занятую заведомо более конкурентоспособным видом.
Результатом этого являются следующие процессы:
- замедление темпов эволюции;
- возрастание плотности упаковки ниш (новые виды делят одну, более широкую нишу предкового вида);
- возрастание роли коадаптации и симбиотических взаимодействий.

Помимо этого, зрелое сообщество, как правило, оказывает заметное влияние на внутреннюю, ценотическую среду, стабилизируя её и, тем самым, способствуя еще большему замедлению эволюции. Так, микроклиматические показатели в лесу заметно отличаются от таковых для открытого участка поверхности в сторону стабильности.
Ослабление внутриценотических связей приводит к ускорению темпов эволюции, рассогласованию адаптаций (т. н. некогерентная эволюция). Такая ситуация характерна для:
- зон постоянных нарушений, где зрелое сообщество не может закрепиться (например, постоянно подмываемые берега водоемов, осыпи, зоны антропогенных нарушений, и т. д.). В таких местностях формируются случайные, т. н. рудеральные группировки растительности и ассоциированные с ними животные.
- процесса ценотического кризиса, когда в результате эволюционно значимых, внутренних или внешних событий связи в сообществе ослабевают и сообщество исчезает.

В случае исчезновения одного из видов сообщества, освободившаяся ниша, в которой имеются еще неиспользованные ресурсы, быстро заполняется представителями каких-то близких видов, которые в конечном итоге начинают выполнять функцию вымершей популяции. В случае «разреженных сообществ», характеризующейся нехваткой многих популяций, необходимых для функционирования экосистем (такие сообщества характерны, например, для островных экосистем), ниши занимаются довольно неожиданными «суррогатами»: так, в течение кайнозойской эры в случае отсутствие хищных млекопитающих функции наземных хищников брали на себя бегающие птицы (в том числе — совы), ящерицы (современный комодский варан), сухопутные крокодилы и т. д. При появлении специализированных хищных млекопитающих эти виды немедленно исчезали. Современным случаем такого замещения считается хорошо известный случай формирования хищничества у попугая кеа в Новой Зеландии при появлении на островах завезенных из Европы овец и формировании ниши хищника.

## Биоценотические кризисы
Биоценотическим кризисом называется цепь событий, в результате которой нарушаются межвидовые связи, сообщество теряет целостность, виды, составляющие сообщество, вымирают. В палеонтологической летописи свидетельством биоценотического кризиса является резкое ускорение смены таксонов, резкое исчезновение обычных до этого форм, взрывообразное появление новых форм.
Причиной биоценотического кризиса может быть:
- Изменение внешней или внутренней среды сообщества. Как правило, под этим подразумевается быстрое изменение параметров климата, солености воды, химического состава почвы и т. д., либо появление нового элемента сообщества в результате миграции (например, изменение сообществ Северной и Южной Америк при появлении Панамского перешейка).
- Внутреннее по отношению к сообществу событие. Под этим подразумевают либо эволюционные приобретения, резко изменяющие статус видов в рамках сообщества (например, возникновение коадаптации насекомых-опылителей и цветковых растений в Меловом биоценотическом кризисе, резко повысившее конкурентоспособность и цветковых и опылителей), либо вымирание одного из элементов сообщества. К внутренним событиям же можно отнести выпадение одного из звеньев сукцессии, в результате которого невозможно нормальное восстановление климаксного сообщества.
- Импактное воздействие: разовое событие катастрофического характера, типа падения метеорита, извержения вулкана и т. д. Следует обратить внимание, что роль импактов в развитии биоценотических кризисов считается очень незначительной: некоторые исследователи вообще отрицают их влияние на эволюцию, а некоторые — предполагают, что импакты могут выступать в роли триггеров, то есть запускать процессы разрушения в уже нестабильных сообществах.

В результате биоценотических кризисов в первую очередь вымирают, как правило, наиболее приспособленные и конкурентоспособные в прежнем сообществе виды, поскольку они наиболее жестко адаптированы к условиям исчезающей ценотической среды. На основе оставшихся элементов прежнего сообщества, а также рудеральных группировок начинается некогерентная эволюция, характеризующаяся высоким темпом, большим размахом изменений, внезапным возникновением и исчезновением групп организмов, которая заканчивается по мере заполнения ниш и формирования устойчивого ценоза.
Биоценотический кризис может охватывать разные уровни экосистем — биоценоз, биом, всю биосферу. Крупнейшими биосферными кризисами считаются Кислородная катастрофа, Кембрийский взрыв, Массовое пермское вымирание, Меловой биоценотический кризис. В. В. Жерихин указывает на некоторые черты предкризисной ситуации в условиях современного воздействия человека на природу.

## Эволюция сообществ
Одним из следствий экосистемной теории эволюции является утверждение, что экосистема может эволюционировать как единое целое.
Исходя из концепции чередования когерентной и некогерентной эволюции, утверждается, что экосистема может переживать периоды продолжительного стабильного состояния прерывающегося кризисными состояниями, в результате которых старая экосистема полностью разрушается, а на её месте возникает новая, лишь частично наследующая отдельные элементы старой системы.
Следует отличать эволюцию сообщества и сукцессию, которая является повторяющимся, запрограммированным процессом смены сообществ.